# Enrico Agostino Griffini
Agostino Carlo Griffini detto Enrico Agostino Griffini o solamente Enrico Griffini (Venezia, 19 agosto 1887 – Milano, 22 agosto 1952) è stato un architetto e ingegnere italiano.
Figura di spicco nell'architettura del Novecento e considerato tra i pionieri del razionalismo italiano, Enrico Agostino Griffini operò principalmente nella città di Milano dopo avere conseguito, nel 1910, la laurea in Ingegneria industriale elettrotecnica presso l'allora Regio Istituto tecnico superiore, oggi Politecnico di Milano. Nel 1927, dopo essersi recato a Stoccarda in visita di studio presso il nuovo quartiere modello Weißenhofsiedlung, abbracciò il movimento del razionalismo. aderendo successivamente al Movimento italiano per l'architettura razionale, il MIAR.
Riposa in una tomba del Cimitero Monumentale di Milano.
All'architetto il Comune di Milano ha intitolato il largo Enrico Agostino Griffini, nei pressi di viale Argonne, nel Municipio 3 della città.

## Opere principali

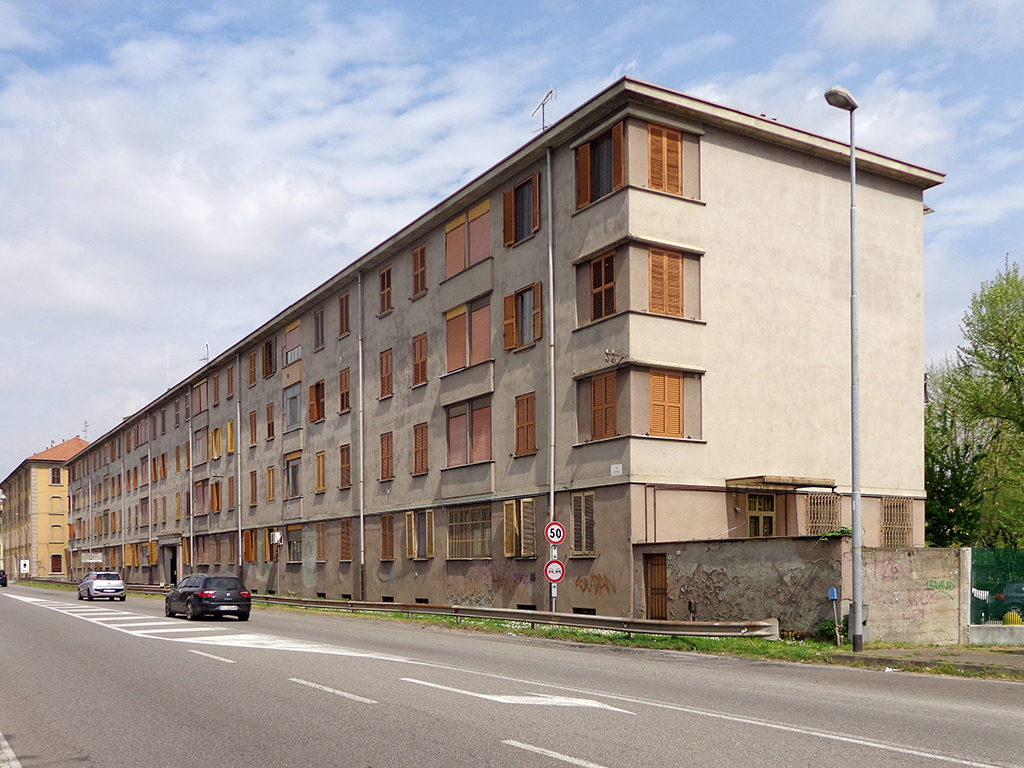
Casa operaia razionalista a Rozzano, Milano

- 1922: ricostruzione della chiesa superiore del complesso di Santa Maria alla Fontana, con il Mezzanotte, Milano
- 1933: Istituto per la fanciullezza abbandonata, con Eugenio Giacomo Faludi, Lodi
- 1934: edicola della famiglia Porcile al Monumentale di Milano
- 1936: Palazzo dell'Arengario di Milano, con Piero Portaluppi, Giovanni Muzio, Pier Giulio Magistretti.
- 1936: Stazione di servizio Agip a Lecco (con Mario Cereghini)[3].
- 1936: Stazione di servizio a Milano[3].

## Curiosità
Suo un semplice monumento in pietra situato nella frazione Verrand del comune valdostano di Pré-Saint-Didier. La struttura piramidale, alta quattro metri, fu realizzata nel 1931 in memoria della guida alpina Giulio Guédoz, scomparsa nel 1929 durante la "spedizione Albertini" al Polo Nord alla ricerca di sopravvissuti del disastro del dirigibile Italia di Umberto Nobile e reca incisa la dedica:
(Enrico Griffini)